# Teorema de Erdős-Kaplansky
El teorema de Erdős-Kaplansky es un teorema dentro del análisis funcional. El teorema caracteriza la dimensión del espacio dual de un espacio vectorial de dimensión infinita; en particular, muestra que el espacio dual algebraico de un espacio no es isomorfo al mismo. Una formulación más general permite calcular la dimensión exacta de cualquier espacio de funciones.
El teorema lleva los nombres de Paul Erdős e Irving Kaplansky.

## Teorema
Sea {\displaystyle E} un espacio vectorial de dimensión infinita sobre un campo {\displaystyle \mathbb {K} } y sea {\displaystyle I} alguna base de él. Entonces el espacio dual {\displaystyle E^{*}} satisface
{\displaystyle \operatorname {dim} (E^{*})=\operatorname {card} (\mathbb {K} ^{I}).}
Por el teorema de Cantor, este cardinal es estrictamente mayor que la dimensión {\displaystyle \operatorname {card} (I)} de {\displaystyle E} . De manera más general, si {\displaystyle I} es un conjunto infinito arbitrario, la dimensión del espacio de todas las funciones {\displaystyle \mathbb {K} ^{I}} está dado por: 
{\displaystyle \operatorname {dim} (\mathbb {K} ^{I})=\operatorname {card} (\mathbb {K} ^{I}).}
Cuando {\displaystyle I} es finito, un resultado estándar nos dice que {\displaystyle \dim(\mathbb {K} ^{I})=\operatorname {card} (I)} . Esto nos da una caracterización completa de la dimensión de este espacio.